# Miles Smith
Miles Smith (24 settembre 1984) è un velocista statunitense, specializzato nei 400 metri piani e campione mondiale della staffetta 4×400 metri a Helsinki 2005.

## Palmarès
| Anno | Manifestazione | Sede     | Evento  | Risultato | Prestazione | Note  |
| ---- | -------------- | -------- | ------- | --------- | ----------- | ----- |
| 2005 | Mondiali       | Helsinki | 4×400 m | Oro       | 2'56"91     | [ 1 ] |